# بني خالد (اخلالفة)
بني خالد هي إحدى مشيخات المملكة المغربية، تتبع جغرافيا لإقليم تاونات وإداريًا لاخلالفة. يقدر عدد سكانها بـ 10579 نسمة حسب الإحصاء الرسمي للسكان والسكنى لسنة 2004.